# Pericyma albidentaria
Pericyma albidentaria — вид лускокрилих комах з родини еребід (Erebidae).

## Поширення
Вид поширений від Греції і Кіпру через Малу Азію, Кавказький регіон, Близький і Середній Схід до Афганістану. Мешкає в сухих або вологих, спекотних, піщаних та/або солоних місцях, особливо біля узбережжя (дюни, більш сухі ділянки прибережних боліт), а також у внутрішніх регіонах зі сприятливими умовами аж до помірно високих гірських хребтів.

## Спосіб життя
Молі з'являються у кількох поколіннях між березнем і листопадом, на півдні, ймовірно, принаймні частково цілий рік. Але в посушливий період може бути період спокою. Личинки живляться верблюжою колючкою.